# Diversidad sexual en Indonesia
La diversidad sexual en Indonesia es considerada un tabú por la sociedad y el gobierno. Las discusiones públicas acerca de la homosexualidad en Indonesia han sido prohibidas por el hecho de que la sexualidad en ninguna forma es discutida o mostrada a través de fotos. Cabe destacar que la mayoría religiosa de ese país prohíbe la homosexualidad.
La religión juega un papel importante en el país y el 86% de sus habitantes profesan la religión islámica, lo cual afecta negativamente a la comunidad homosexual del país. Pese a ello, la homosexualidad no es castigada por el derecho indonesio, pero ha sido condenada y mal vista por varios líderes religiosos de distintas confesiones. El código penal nacional no prohíbe las relaciones homosexuales entre personas adultas y tampoco el travestismo.  
A nivel local en una provincia de Indonesia donde se emplea la Sharia, los homosexuales y transgénero musulmanes pueden ser juzgados por su orientación. La provincia del Noreste de Indonesia, Aceh, tiene leyes basadas en la anti-homosexualidad con las que pueden condenar a homosexuales a cumplir penas de cárcel. Más allá de la legislación de cada provincia, a nivel nacional existe violencia contra el colectivo a causa del choque ideológico que la homosexualidad ejerce sobre los civiles, quienes o bien no la consideran natural o la ven como una transgresión de sus principios morales o religiosos.
La homosexualidad en Indonesia tiene un importante apoyo en los medios de comunicación y la prensa, donde algunos medios están dando visibilidad al colectivo contribuyendo de este modo a la normalización. Pero esto por el momento no se traduce en una mayor comprensión o tolerancia por parte de la población. En particular donde ha habido más discusiones sobre la homosexualidad en Indonesia ha sido en los periódicos, en los programas televisivos donde muestran los estilos de vida comunes de la gente en Indonesia y en las películas. Indonesia tiene una reputación que es relativamente moderada y tolerante en toda la nación musulmana, sin embargo los estudios han revelado que hay una intolerancia por parte de las minorías en tendencia de crecimiento con los más altos niveles de hostilidad dirigidos a las personas gais y a su comunidad.  El Indonesian Survey Circle (LSI) encontró en sus más recientes estudios realizados en el año 2012, que refleja que un 80.6 por ciento de las personas tienen un vecino gay o lesbiana. La figura se ha transformado relativamente a un 67.7 por ciento en el 2005.

## Opinión Pública
En la Cultura Indonesia La homosexualidad en cualquier forma es considerada tabú y juzgada como obscenidad. La sexualidad , dejando de lado la homosexualidad, es considerada como una cuestión muy privada que solo corresponde a la intimidad. En la cultura Indonesa el (Malú) es prevalente. La gente Indonesia son generalmente tolerantes ante a homosexuaidad pero prefieren no hablar acerca del tema por la fuerte cultura del “Malú” en Indonesia. . Waria, el hombre convertido en mujer (travesti) por un largo tiempo ha tenido que saber jugar este papel en varios aspectos debido a la cultura Indonesa que el ser travesti es un poco mal vista. Numerosos Indoneses con tradiciones en contra de la homosexualidad usan el lenong y ketoprak a menudo relacionándolo con ellos y lo usan como objeto de broma, chiste o ridiculez. Mientras el ludruk, drama y lengger lanang que es un baile con un hombre  travesti que se mueve como bailarina. Incluso hoy en día, los gais y transexuales han encontrado realizar en Indonesia programas de televisión en industrias del entretenimiento. A la vista de los indoneses, es bastante aceptable el admirar a figuras públicas o del entretenimiento que sean transexuales o bien hombres que se vistan de mujeres (travestis). Lo dicho anteriormente es aceptado porque se considera que son casos divertidos, obvio en el momento que esto llegase a ocurrir en su familia lo consideran muy personal y es denominada una desgracia para ellos.

## Historia
Debido a la cultura de la vergüenza ligada a la homosexualidad,  la actividad homosexual es raramente registrada en la historia de Indonesia. Al contrario que en otras culturas asiáticas como India, Chinos o Japoneses, el erotismo homosexual en pinturas o esculturas son casi inexistentes en las artes indonesias. La homosexualidad no se graba ni se representa en la historia de Indonesia casi. En raras excepciones es la cuenta de la supuesta homosexualidad de Arya Purbaya, funcionario del siglo XVIII Mataram en corte, aunque no existe algo claro en donde se base realmente en la verdad o simplemente en unos rumores viciosos a él deshonrado.[cita requerida]
El libro de Java Serat Centhini compuesto y publicado en 1814 en Surakarta, mencionó varios temas respecto a la práctica, la bisexualidad y la homosexualidad en la sociedad javanesa. La historia en este libro que se llevó a cabo alrededor del año 1630, menciona a uno de los personajes principales, Mas Cabolang y también hace mención a sus asistentes que encontró con pareja homosexual los Jathilan bailarines en la región Ponorogo. Mas Cabolang y uno de su apuesto acompañante encontraron con más experiencia sexual tanto con mujeres como con los hombres jathils. También hay un incidente en el que él y Nurwitri, uno de sus acompañantes guapo y afeminado, se descubrió con una relación homosexual con el regente de Wirosobo.
Aunque waria, significado de hombre a artistas transexuales femeninas y prostitutas que han desempeñado su papel en la cultura de Indonesia,  los hombres gay de Indonesia y las mujeres lesbianas con identidad homosexual solo se ha identificado recientemente, principalmente a través de la identificación con sus contrapartes occidentales a través del cine, la televisión, y medios de comunicación. Antes del régimen del Nuevo Orden de cultura local de Indonesia de Suharto de gay y lesbi este no existía.
El movimiento gay y lésbico en Indonesia es uno de los más antiguos y más grande en el sudeste Asiático . El activismo del derecho gay de Indonesia comenzó desde 1982, cuando el grupo de interés Derechos de los homosexuales se estableció en Indonesia. El "Lambda Indonesia" y otras organizaciones similares surgieron a finales de los años 1980 y 1990. Hoy en día, algunos de los principales LGBT asociaciones de la nación incluyen "Gaya Nusantara" y "Arus Pelangi". En la actualidad hay más de treinta grupos LGBT en Indonesia.
Yogyakarta, Indonesia, fue anfitrión de una cumbre del 2006 sobre los derechos LGBT que produjo el Principio de Yogyakarta sobre la Aplicación del Derecho Internacional de los Derechos Humanos en Relación con la Orientación Sexual y la Identidad de Género. Sin embargo, una cumbre en marzo de 2010 en Surabaya se reunió con la condena de la Indonesian Ulema Council y fue interrumpido por los manifestantes conservadores.

## Tradiciones
Aunque las causas de la homosexualidad son consideradas como algo sumamente vergonzoso y la gente se rehúsa a mencionar este tipo de temas en público, algunas culturas y tradiciones en Indonesia tiene los mismos registros en cuanto a las mismas relaciones y actividades o comportamientos. 

### Bissu, Calabai y Calalai
El Bugis habitantes de Sulawesi del Sur divide su sociedad en cinco géneros separados. Dos son análogas a Cisgénero masculino (oroané) y mujer (makkunrai) , y los tres restantes son bissu, calabai y calalai. Un bissu es una persona con todos los géneros existentes combinados para formar un todo. Un calabai es una 'mujer falsa', generalmente son físicamente masculinas pero asumen el papel de una mujer heterosexual. Por otro lado calalai es una persona que es asignado con el sexo femenino al nacer pero asume las funciones de un hombre heterosexual en la sociedad. Calabai comparte similitudes pero aún no es idéntica a los gais afeminados de nombre kathoeys que se encuentran en Tailandia , mientras calalai si es bastante similar a marimacho-lesbianas.

### Warok y Gemblakan
Las particulares relaciones homosexuales tradicionales se podían encontrar en Oriente javanesa relaciones Warok-Gemblak. Waroks son el héroe local tradicional de Java o "hombres fuertes" que por lo general llevan a cabo las artes tradicionales, como  Reog Ponorogo. De acuerdo con la tradición, warok se requiere que exista la abstinencia , que esto significa que está prohibido complacer e involucrar en relaciones sexuales a las mujeres, sin embargo, tener relaciones sexuales a la edad de 8-15 años siendo hombre, está permitido. El amante hombre se llama Gemblak y generalmente se mantiene por Warok en su hogar bajo el acuerdo y la indemnización de la familia del niño. Warok se casa con una mujer como su wive, pero pueden mantener un gemblak también. Esto llevó a la relación  Warok-Gemblakan que al igual que el término pederasta surge de la tradición de la antigua Grecia. Cualquiera que esté en contacto con la forma de vida tradicional en  Ponorogo, sabe que no son estos hombres mayores llamados Warok que, en lugar de tener relaciones sexuales con sus mujeres, tienen relaciones sexuales con chicos más jóvenes. Los Warok y Gemblak llegaron a realizar actos homosexuales, sin embargo, nunca identificaron dichos actos como homosexuales. Hoy en día este Warok-Gemblakan realiza una práctica desalentada por las autoridades religiosas locales y también es rechazado a través de la oposición moral pública. Como el resultado de hoy, el rendimiento Reog Ponorogo rara vez cuenta con chicos Gemblak que se hacen pasar por Patil horsemen, dicha posición se construyó por las niñas. Aunque hoy en día esta práctica podría probablemente todavía sobrevivir y realizarse en forma discreta.

### Lengger lanang
Lengger lanang (en javanés: para mujer lengger bailarín) es un afeminado del cual podríamos decir que es un hombre que baila danza tradicional lengger con un perfil que se asemeja a una mujer. Lengger es un baile Banyumas' en contra parte de Javanese ronggeng relacionado al mismo baile. De acuerdo con la tradición en Banyumas, esto se realiza en cualquiera de los dos, ya sea por hombres o mujeres que se visten y quieren bailar como mujer. Los comportamientos implicados en el lengger lanang es una como reminisenscia en cuanto a esta tradición transexualidad y travesti que se refleja como ya se mencionó antes en el comportamiento de los individuos. Un bailarín de sexo masculino "lengger" utiliza la danza javanesa tradicional realizada para mujeres con todo y su atuendo, el cual incluye konde (moño), kain batik, kemben (torso wrap) o kebaya, selendang (faja), kembang goyang (joyas para el cabello), todo lo que en general utiliza una mujer con la finalidad de lucir radiante y glamorosa. Según las creencias de Java , el lengger idhang (espíritu) podría encarnarse en una niña o un niño , lo que los haría un talentoso y famoso lengger bailarín. 
Esta creencia es algo del remanente de javanés herencia hindú-budista que creen en la (reencarnación) ciclo nitis. Esta creencia se utiliza a menudo para explicar por qué el chico afeminado nació de esa manera. Al igual que su mujer lengger y ronggeng  contrapone , un famoso lengger masculino bailarín que también se convertiría en la celebridad local , ya que por el objeto de la admiración , el cariño y otras cosas incluso codiciada por los hombres deseosos del caso o bien el salir con él. En el pasado, algunas personas poderosas y con mucho dinero llegaban a contratarlos como amantes. Debido a la cultura prevalente de vergüenza con respecto a la sexualidad , las relaciones sexuales o relaciones emocionales se llevarían a cabo de manera discreta para evitar problemas.

### Ritual de inseminación en Papúa
El ritual haciendo referencia a la "homosexualidad" se entiende como el pasaje de nuño a hombre adulto que ha sido registrado y a la vez practicado entre Malenesios de Nueva Guinea así como, el Sambia y Etoro de Papúa Nueva Guinea. Por el lado Indones de Nueva Guinea, rituales similares han sido registrados y practicados entre las personas Kimam y al sur de la provincia de Papúa en Indonesia. Algunos reportes señalan que las prácticas son similares entre otras tribus. La práctica es estructurada y dirigida hacia los jóvenes niños como el rito de transición. De acuerdo a sus creencias, la homosexualidad en un niño es transmitida con base en elementos femeninos a través de contactos con su madre y familiares de este sexo. Para evitar futuras transmisiones femeninas, después de cierta edad, los jóvenes niños son separados de sus madres para vivir en una casa común con otros niños y hombres sin contraer matrimonio. Los niños que se encuentran en estas separadas y aburridas casas son preparados para ser guerreros. Para ser propiamente crecidos como hombres realmente masculinos, fuertes guerreros, para lograr todo esto el niño tiene que ingerir semen que es considerado como una esencia de masculinidad. La ingestión puede ser por vía felación o por coito anal. El insiminador es el hombre más viejo de las tribus, que usualmente puede ser su tío, el papá, o el hermano más grande de su futura esposa. el ritual es llevado a cabo cuando el niño entra a la pubertad, cuando le comienza a crecer la barba o contrae sagradas nupcias.

## LGBT en Indonesia
En Indonesia, la transformación de hombre a mujer es llamado "banci","bencong or "waria". Mientras que las lesbianas son llamadas "lesbi" o "lines" , un hombre es difícil de ser identificado, pero si se descubre puede ser llamado homo ogay, mientras que los hombres que se prostituyen son llamados kucing (lit: cat). Esos términos; banci, bencong, kucing yhomo tienen un significado agresivo, excepto por waria, gay ylesbiana. Todo esto ocasiona una violencia de gran magnitud a los homosexuales que cada día son más y más agredidos.
Como en otros países, los estereotipos de la homosexualidad son comunes en Indonesia. Se cree que estos son ir al salón de belleza, maquillarse, vestirse para hacer actividades de travestismo. Lo menos que un hombre pueda parecer homosexual con estas prácticas, será menos descubierto.
En la cultura tradicional de Indonesia, Cuando un niño o una niña llega a la pubertad, la relación entre los niños y niñas adolescentes es limitada. En las costumbres tradicionales específicamente  - en los pueblos y zonas rurales - se desaprueba el noviazgo entre jóvenes, ya que puede dar lugar a relaciones sexuales prematrimoniales. Hay costumbres tradicionales que también ven mal mezcla entre mujeres y hombres solteros, ya que podrían llevar a la fornicación escandalosa. Sin embargo la estrecha amistad entre hombres y mujeres es aceptada. Las experiencias homosexuales son llevadas a cabo dentro de todo ambiente masculino,: como  ashram  o  pondok  (internado religioso o escuelas laicas) 'kost' (para estudiantes universitarios o trabajadores), a cuartel militar y prisión. Hay algunos informes de incidente homosexual dentro de estos lugares, sin embargo, dada la cultura , estos incidentes están cubiertos, ya que podría manchado la reputación de esas instituciones.
Waria, puede ser en hombres o mujeres y son transgéneros ritualistas, artistas y prostitutas, han jugado un papel importante en las culturas, locales de Indonesia gay y lesbi no existían posiciones como sujetos antes del período del Nuevo Orden, cuando hombres y mujeres llegaron a conocerse a ellos mismos en las representaciones fugaces de los homosexuales en su mayoría extranjeros llegaron a la conclusión de que un 'mundo gay' podría existir en Indonesia también. Para los hombres gais, este mundo reside en sitios que van desde las discotecas, spas y salones de masaje a residencias privadas, lugares 'abiertas', donde los hombres que buscan romance y compañerismo, así como el sexo, pueden congregarse en determinados momentos del día o de la noche. El mundo de las mujeres lesbianas, que socializan en el país, se define de manera diferente; las relaciones heterogéneas predominan, con una nueva categoría, la cual es  waria-como de personas conocidas como tomboio cazadores (marimacho-lesbiana) emparejamiento con mujeres femeninas. El contraste entre los gais y lesbianas refleja la sexta posición de mundos culturales paralelos: si los hombres homosexuales pueden congregarse en parques - e incluso en los hogares de sus padres - relativamente inadvertidas y sin obstáculos, esto se debe en buena parte a su adhesión a una ideología nacional omnipresente, género que limita los movimientos de mujeres jóvenes, que valorice la amistad entre hombres y frunce el ceño sobre la mezcla social entre mujeres y hombres solteros.
Desde hace tiempo, los wariao transexuales ha creado una subcultura distinta en el tejido social de Indonesia. A menudo congregarse en salones de belleza y frecuentarse en el negocio del entretenimiento de Indonesia, los waria's subcultura ha creado su propio idioma, el Bahasa Binan, realizados entre indonesios a menudo influidos entre los jóvenes.
La presión sobre los hombres gay o mujeres lesbianas a menudo proviene de su propia familia. Con la presión familiar para casarse hay principalmente dos alternativas - tanto los gais y las lesbianas deciden casarse solo para complacer a la familia o bien huyen de ellos. Otra diferencia en la vida homosexual en Indonesia en comparación con sus contrapartes occidentales es el compromiso gais ' y lesbianas' al matrimonio heterosexual; la gran mayoría de los hombres gay ya sea planeaba casarse con mujeres o ya estaban casados .

## Derechos legales
El código penal de Indonesia no prohíbe ni castiga el comercio homosexual entre personas adultas con consentimiento. Un proyecto de ley nacional para criminalizar la homosexualidad ya sea cohabitando, el adulterio y la práctica de brujería, ha sido implementado desde 2003 y ningún proyecto de ley ha sido reintroducido. En 2002, el Gobierno de Indonesia dio a Aceh el derecho de introducir la Sharia, que criminaliza la homosexualidad, aunque solo a los residentes musulmanes. En septiembre de 2014, Aceh ha pasado a una actitud de anti-homosexualidad, haciendo leyes que castigan a cualquier persona homosexual que sea descubierta teniendo sexo. Las leyes serán más drásticas para finales del 2015.
Las parejas indonesias del mismo sexo que este cohabitando juntas no poseen ningún derecho de protección ni se les permite casarse. La importancia en Indonesia de la armonía social es enfatizada por derechos para así buscar una prosperidad y eso quiere decir que los derechos humanos para los homosexuales son muy frágiles debido a las dificultades derivadas de la falta de reconocimiento; sin embargo, la comunidad homosexual es cada vez más visible.
El Derecho Indonesio no criminaliza la homosexualidad siempre y cuando se practique en privado, de forma consensuada y entre personas adultas; no obstante, no se reconocen los matrimonios homosexuales ni ningún otro tipo de unión, por lo que los homosexuales indonesios carecen de ciertos derechos que sí tienen las parejas heterosexuales que se encuentran casadas. Entre ellos, el derecho de adopción. A día de hoy tampoco hay leyes que protejan a los ciudadanos indonesios de la discriminación por razones de orientación sexual o identidad de género y tampoco tienen derecho a servir en el ejército.